# Xi Scorpii
Xi Scorpii (ξ Scorpii, förkortat Xi Sco, ξ Sco), som är stjärnans Bayerbeteckning, är en multipelstjärna belägen i norra delen av stjärnbilden Skorpionen. Den består av minst fem stjärnor i två grupper separerade med 4,67 bågminuter (eller 0,08°) på himlen, vilket motsvarar ett avstånd på minst 8 000 astronomiska enheter (AE). Baserat på parallaxmätningar har det beräknats att den befinner sig på ett avstånd av ca 92 ljusår (ca 28 parsek) från solen.

## Multiplicitet
Den ljusare gruppen i konstellationen innehåller Xi Scorpii A, B och C. A och B är båda gulvita stjärnor av typ F. A är en något ljusare och varmare underjätte med en skenbar magnitud på +4,8, medan B är en dvärgstjärna i huvudserien med magnitude +5,1. De är separerade med 0,76 bågsekunder, eller åtminstone 21 AE, motsvarande ungefär avståndet mellan solen och Uranus, och cirkulerar i en bana runt ett gemensamt centrum med en omloppstid på 46 år. Xi Scorpii C med magnituden +7,6, kretsar kring detta par på ett tio gånger längre avstånd, med en separation på 7,6 bågsekunder. 
Den andra gruppen omfattar Xi Scorpii D och E. Både D och E är stjärnor av typ K, som är separerade med 11,5 bågsekunder eller över 320 AE.
Xi Scorpii har också en sjätte komponent, Xi Scorpii F av 11:e magnituden, som ligger 81 bågsekunder från D. Det är inte känt om den är gravitationsbunden till de andra fem komponenterna.
Xi Scorpii blev en senare beteckning på 51 Librae.